# Phyllophaga sociata
Phyllophaga sociata är en skalbaggsart som beskrevs av Horn 1878. Phyllophaga sociata ingår i släktet Phyllophaga och familjen Melolonthidae. Inga underarter finns listade i Catalogue of Life.